# Eurysthea
Eurysthea is een kevergeslacht uit de familie van de boktorren (Cerambycidae). De wetenschappelijke naam van het geslacht werd voor het eerst geldig gepubliceerd in 1861 door Thomson.

## Soorten
Eurysthea omvat de volgende soorten:
- Eurysthea antonkozlovi Botero & Santos-Silva, 2017
- Eurysthea barsevskisi Botero & Santos-Silva, 2017
- Eurysthea caesariata (Martins, 1995)
- Eurysthea cribripennis Bates, 1885
- Eurysthea hirca (Berg, 1889)
- Eurysthea hirta (Kirby, 1818)
- Eurysthea ilinizae (Kirsch, 1889)
- Eurysthea koepckei (Franz, 1956)
- Eurysthea lacordairei (Lacordaire, 1869)
- Eurysthea latefasciata (Fonseca-Gessner, 1990)
- Eurysthea magnifica Martins, 1985
- Eurysthea martinsi (Fonseca-Gessner, 1990)
- Eurysthea nearnsi Botero & Santos-Silva, 2017
- Eurysthea nicolai (Aurivillius, 1909)
- Eurysthea obliqua (Audinet-Serville, 1834)
- Eurysthea parva Martins & Galileo, 2013
- Eurysthea punctata (Fonseca-Gessner, 1990)
- Eurysthea robertsi (Fonseca-Gessner, 1990)
- Eurysthea rotundicollis (Martins, 1995)
- Eurysthea sordida (Erichson, 1847)
- Eurysthea squamifera (Martins, 1967)
- Eurysthea subandina (Fonseca-Gessner, 1990)
- Eurysthea tatianakozlovae Botero & Santos-Silva, 2017